# Team G 3rd Stage「雙面偶像」公演
GNZ48 Team G 3rd Stage「雙面偶像」公演是GNZ48的剧场公演，此套公演同時也是GNZ48 Team G的首套原創公演。

## 概要
《雙面偶像》是GNZ48的第二套原创公演，也是GNZ48數字系列公演的第二套作品。該套公演首次改变公演常规編排，突破Unit曲数量，將原來的4人MC2以一首16人Unit曲所取代，實現了两种表演风格转换。
由於《双面偶像》採用多种风格的歌舞和全新的舞美、大膽的公演编排，對劇場現有設備的深度開發利用，打破公众对48系公演的传统认知，受到粉丝的好评，首场演出當日于线上直播平台观看人次即破百万，为GNZ48成立以来之最，也被粉絲稱為「神公演」。

## 公演曲目
1. overture (GNZ48 ver.)
2. Hot了Day 
（作詞：唐绍崴　作曲：唐绍崴　编曲：黄冠伦、唐绍崴）
3. 初夏之恋 
（作詞：吕孝廷　作曲：吕孝廷　编曲：吕孝廷）
4. Fly 
（作詞：唐绍崴　作曲：唐绍崴　编曲：唐绍崴）
5. 回旋处 
（作詞：Mayu Huang 黄枫宜　作曲：金源奕、朴志娟、Steve Wu　编曲：金源奕、Steve Wu）
6. 梦想咖啡厅 
（作詞：Mayu Huang 黄枫宜　作曲：7key-Once　编曲：7key-Once）
7. 9 to 9 
（作詞：田纳　作曲：金源奕、Hanif Sabzervari、Dennis Kordnejad、Pontus Ljung　编曲：Hanif Sabzevari、Dennis Kordnejad、Pontus Ljung）
8. MC Queen 
（作詞：高源婧、田纳　作曲：金源奕、朴志娟　编曲：金源奕）
9. 双面偶像 
（作詞：田纳　作曲：金源奕　编曲：金源奕）
10. 美杜莎的温柔 
（作詞：VERA　作曲：吕孝廷　编曲：吕孝廷）
11. I'm not your girl 
（作詞：廖芸珮　作曲：Erik Lewander、Ylva Dimberg　编曲：Erik Lewander）
12. I wanna be your girl 
（作詞：唐绍崴、吕孝廷　作曲：唐绍崴　编曲：唐绍崴）
13. 扎心 
（作詞：VERA　作曲：吕孝廷　编曲：郭伟聪）
14. 遥远的爱 
（作詞：田纳　作曲：金源奕　编曲：金源奕）
15. 合理失控 
（作詞：陈又宁　作曲：Aaron.H、草木力　编曲：黄冠伦）
16. Gravity 
（作詞：甘世佳　作曲：Måns Ek、Erik Sahlén、Hanif Sabzevari　编曲：Måns Ek、Hanif Sabzevari）
17. Winkend 
（作詞：Mayu Huang 黄枫宜　作曲：7key-Once　编曲：7key-Once）

### SNH48 Team Ft 2nd Stage「雙面偶像」公演
- 《双面偶像》移動至Ending環節，置於《扎心》之前
- 《MC Queen》移动至《I wanna be your girl》后
- 《Gravity》歌詞由Team Ft成员李星羽改編為《FlighT》

### 舞台剧《双面偶像：又又》
粗体为舞台剧部分演出曲目。
1. overture (GNZ48 ver.)
2. Hot了Day
3. 初夏之恋
4. Fly
5. 回旋处
6. 双面偶像
7. MC Queen
8. I Wanna Be Your Girl
9. 回旋处（改编）
10. I Know
（作词：VERA　作曲：金源奕、朴志娟　编曲：金源奕）
11. 合理失控
12. Gravity
13. Winkend

## GNZ48 Team G 3rd Stage「雙面偶像」公演
- 公演期間：2017年8月11日－2019年9月1日
- 出演成员
  - 常规16人演出：陳佳瑩、陳俊宏、陳珂、陳雨琪、高源婧、黃黎蓉、李沁潔、梁可、林嘉佩、羅寒月、謝蕾蕾、陽青穎、曾艾佳、張凱祺、張瓊予、朱怡欣
  - 初日演出：陳佳瑩、陳俊宏、陳珂、陳雨琪、程一心、高源婧、黃黎蓉、李沁潔、梁可、林嘉佩、羅寒月、謝蕾蕾、陽青穎、曾艾佳、張凱祺、張瓊予、朱怡欣
  - 代役演出：高雪逸（Team NIII）、謝艾琳（Team NIII）、王偲越（Team Z）、王秭歆（Team Z）
- 分組曲擔當
  - 梦想咖啡厅（陳雨琪、黃黎蓉、謝蕾蕾）
  - 9 to 9（羅寒月、張凱祺）
  - MC Queen（高源婧）
  - 美杜莎的温柔（梁可、張瓊予、朱怡欣）
  - I'm not your girl（陳俊宏、陳珂、李沁潔、林嘉佩、曾艾佳）
  - I wanna be your girl（陳佳瑩、謝蕾蕾、陽青穎）

## SNH48 Team Ft 2nd Stage「雙面偶像」公演
- 公演期間：2018年9月1日－2019年1月5日
- 出演成员
  - 常规16人演出：陳琳、陳盼、李美琪、李星羽、李玉倩、马凡、王溪源、王欣顏甜甜、王奕、熊沁娴、楊令儀、楊美琪、张敏淇、張茜、周詩雨、朱小丹
  - 初日演出：陳琳、陳盼、李美琪、李星羽、李玉倩、马凡、王溪源、王欣顏甜甜、王奕、熊沁娴、楊令儀、楊美琪、张敏淇、張茜、周詩雨、朱小丹
  - 代役演出：谢蕾蕾（GNZ48 Team G）
- 分組曲擔當
  - 梦想咖啡厅（陳盼、李玉倩、張茜）
  - 9 to 9（王溪源、周詩雨）
  - 美杜莎的温柔（陳琳、李美琪、张敏淇）
  - I'm not your girl（马凡、王溪源、熊沁娴、楊令儀、楊美琪）
  - I wanna be your girl（李星羽、王欣顏甜甜、王奕）
  - MC Queen（朱小丹）

## 舞台剧《双面偶像：又又》
《双面偶像：又又》为本套公演的衍生舞台剧，于2018年7月20日首演。该套舞台剧讲述的是关于友情、误会、谅解及自我救赎的故事，间中亦融入较多心理学、原生家庭创伤等方面的内容。
- 角色（成年）
  - 梁梦婕：谢蕾蕾
  - 沈冰：曾艾佳
  - 经纪人：罗寒月
  - 梁母：阳青颖
  - 投资人：陈雨琪、高源婧、陈珂
  - 记者：陈雨琪、陈珂、高源婧、黄黎蓉
  - 司机：陈珂
  - 小薇：陈雨琪
  - 粉丝：黄黎蓉

- 角色（少年）
  - 梁梦婕：陈俊宏
  - 沈冰：陈佳莹
  - 许琳娜：黄黎蓉
  - 同学：陈珂、陈雨琪
  - 梁母：阳青颖
  - 老师：高源婧
  - 评委：罗寒月

- 分组曲担当
  - 双面偶像（黄黎蓉、陈雨琪、高源婧、谢蕾蕾、陈俊宏、罗寒月、陈珂、陈佳莹）
  - MC Queen（谢蕾蕾）
  - I Wanna Be Your Girl（陈佳莹（贝斯）、陈雨琪（电子琴）、陈俊宏、黄黎蓉（架子鼓）、陈珂（贝斯））
  - 回旋处（谢蕾蕾）

## BEJ48 Team E「雙面偶像」公演
- 公演期間：2023年10月2日－
- 出演成员
  - 常规演出：阿丽米热、陈枳霏、刁昕妤、郭晓盈、李歆乐、马欣宇、孙嘉馥、孙晓艳、王思奕、袁涵、朱虹蓉、周湘、庄雅雯
  - 初日演出：阿丽米热、陈枳霏、刁昕妤、郭晓盈、李歆乐、马欣宇、孙嘉馥、孙晓艳、王思奕、袁涵、朱虹蓉、周湘、庄雅雯
- 分組曲擔當
  - 梦想咖啡厅
  - 9 to 9
  - 美杜莎的温柔
  - I'm not your girl
  - I wanna be your girl
  - MC Queen

## 音源

### GNZ48 Team G版本
GNZ48于该公演的首演日释出了其全部曲目的音源。
收录曲目
| 曲序     | 曲目                 | 时长  |
| -------- | -------------------- | ----- |
| 1.       | Hot了Day             | 3:58  |
| 2.       | 初夏之恋             | 4:01  |
| 3.       | Fly                  | 4:33  |
| 4.       | 回旋处               | 4:07  |
| 5.       | 梦想咖啡厅           | 3:39  |
| 6.       | 9 to 9               | 3:43  |
| 7.       | MC Queen             | 4:18  |
| 8.       | 双面偶像             | 5:28  |
| 9.       | 美杜莎的温柔         | 3:28  |
| 10.      | I'm Not Your Girl    | 3:42  |
| 11.      | I Wanna Be Your Girl | 3:15  |
| 12.      | 扎心                 | 4:06  |
| 13.      | 遥远的爱             | 4:18  |
| 14.      | 合理失控             | 4:36  |
| 15.      | Gravity              | 5:00  |
| 16.      | Winkend              | 3:59  |
| 总时长： | 总时长：             | 65:56 |

### SNH48 Team Ft版本
SNH48于2018年9月5日及11日分批释出了该公演全部曲目的音源。
收录曲目
| 上篇     | 上篇              | 上篇  |
| 曲序     | 曲目              | 时长  |
| -------- | ----------------- | ----- |
| 1.       | 美杜莎的温柔      | 3:39  |
| 2.       | 梦想咖啡厅        | 3:37  |
| 3.       | 初夏之恋          | 4:10  |
| 4.       | I'm Not Your Girl | 3:42  |
| 5.       | 回旋处            | 4:06  |
| 6.       | Fly               | 4:31  |
| 7.       | Hot了Day          | 3:52  |
| 8.       | 9 to 9            | 3:41  |
| 总时长： | 总时长：          | 31:18 |

| 下篇     | 下篇                 | 下篇  |
| 曲序     | 曲目                 | 时长  |
| -------- | -------------------- | ----- |
| 1.       | 扎心                 | 4:04  |
| 2.       | 遥远的爱             | 4:15  |
| 3.       | 双面偶像             | 5:28  |
| 4.       | 合理失控             | 4:18  |
| 5.       | Winkend              | 3:55  |
| 6.       | MC Queen             | 4:10  |
| 7.       | I Wanna Be Your Girl | 3:12  |
| 8.       | FlighT               | 4:55  |
| 总时长： | 总时长：             | 34:17 |

## SNH48年度金曲大賞各曲最高排名
| 歌曲                 | 第4屆  | 第5届     |
| -------------------- | ------ | --------- |
| Hot了Day             | 未入選 | 未入选    |
| 初夏之戀             | 未入選 | 未入选    |
| Fly                  | 未入選 | 未入选    |
| 迴旋處               | 未入選 | 未入选    |
| 夢想咖啡廳           | 未入選 | 未入选    |
| 9 to 9               | 7      | 曜阳组 4  |
| MC Queen             | 未入選 | 未入选    |
| 雙面偶像             | 未入選 | 未入选    |
| 美杜莎的溫柔         | 21     | 未入选    |
| I'm not your girl    | 22     | 星辰组 19 |
| I wanna be your girl | 未入選 | 未入选    |
| 扎心                 | 未入選 | 未入选    |
| 遙遠的愛             | 未入選 | 未入选    |
| 合理失控             | 45     | 未入选    |
| Gravity              | 15     | 未入选    |
| Winkend              | 未入選 | 未入选    |
| FlighT               | 未发表 | 未入选    |

## 軼事
- 首次有16人曲穿插於Unit曲之中。
- 首次Unit曲站位数大於16人，各场公演首演參加兩首Unit曲的成员是擔任Center的謝蕾蕾和王溪源。
- 该公演于2018年12月9日成为SNH48 Group各套公演中由同一队伍表演的周期最长的公演，及于2019年3月1日成为SNH48 Group各套公演中由同一队伍表演的场次最多的公演。

## 外部連結
- 《双面偶像》于GNZ48官网的专页（页面存档备份，存于）
- 《双面偶像：又又》于GNZ48官网的专页（页面存档备份，存于）
- 《双面偶像》于SNH48官网的专页（页面存档备份，存于）